# 点刻花蝽属
点刻花蝽属（学名：Almeida）是花蝽科的一属。

## 下属物种
本属包括以下物种：
- 点刻花蝽 Almeida pilosa (Poppius, 1909)